# Kedrostis foetidissima
Kedrostis foetidissima är en gurkväxtart som först beskrevs av Nikolaus Joseph von Jacquin, och fick sitt nu gällande namn av Célestin Alfred Cogniaux. Kedrostis foetidissima ingår i släktet Kedrostis och familjen gurkväxter. Inga underarter finns listade i Catalogue of Life.